# Robin Rhode

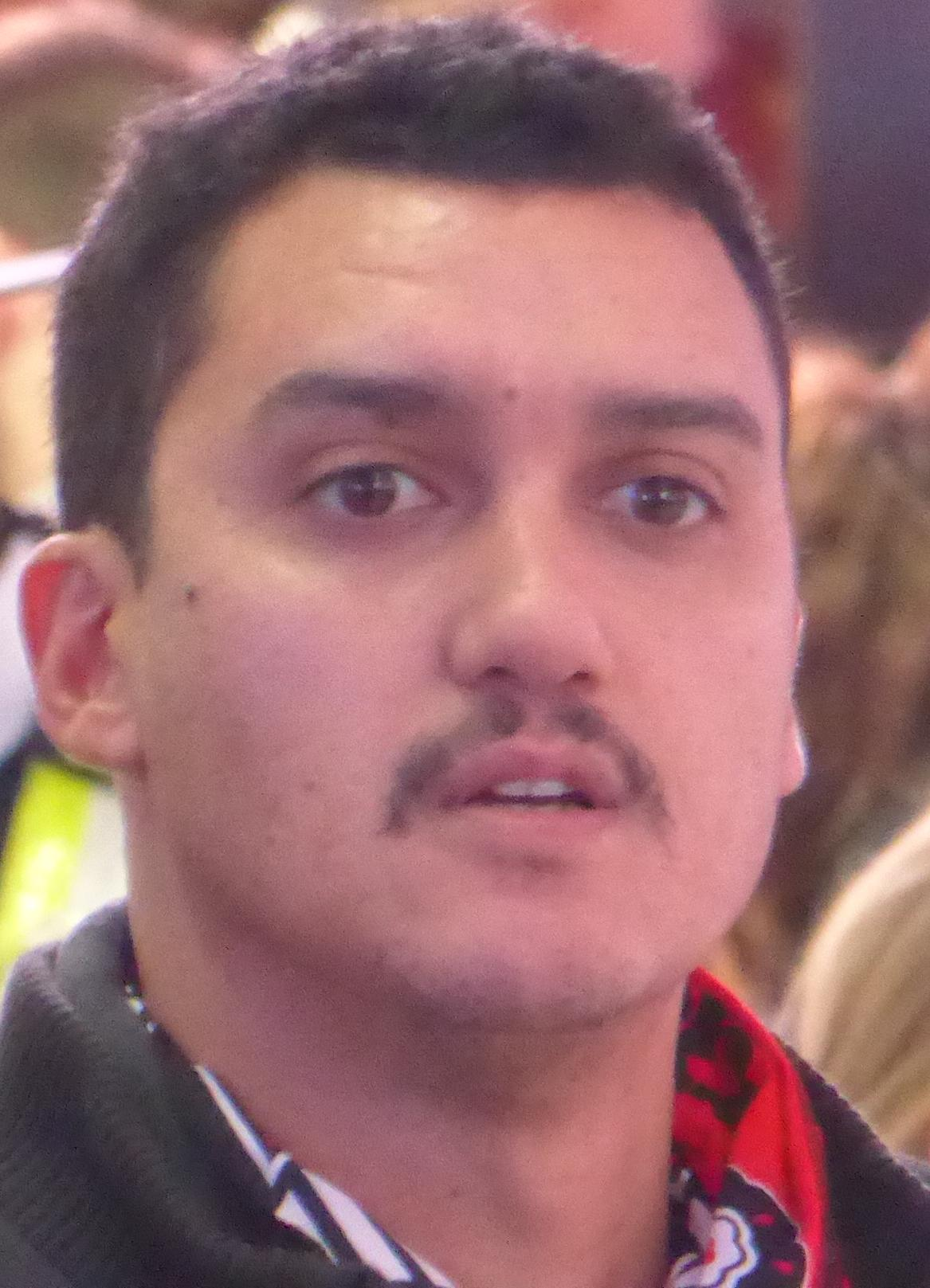
Robin Rhode, 2015

Robin Rhode (* 1976 in Kapstadt) ist ein südafrikanischer Streetart-Aktionskünstler, der sich mit Happening, Fotografie und Videokunst in Kombination mit zeichnerischen Versatzstücken befasst.

## Leben und Wirken
Robin Rhode war in der Zeit der Apartheid als Coloured klassifiziert. Er lebte lange im Johannesburger Stadtteil Bosmont und studierte bis 1998 am Witwatersrand Technikon Kunst. 2000 absolvierte er ein Postgraduierten-Programm an der South Africa School of Film, Television and Dramatic Arts. Seit 2002 lebt und arbeitet er in Berlin.
Thematisch setzt sich der Künstler sowohl mit sozialkritischen wie ungezwungen Betrachtungen der Jugendszene und des Großstadtlebens, im engeren Sinne mit den Townships um Johannesburg, insbesondere Soweto, auseinander. In seinen Aktionen zitiert er stilistische Merkmale von Graffiti, Wandmalerei und Straßenkunst. Das Werk hat oft autobiografische Bezüge, die auf Rhodes eigene Kindheit und Jugend, in einer aus Apartheid, Gewalt und Rassismus entstandenen Subkultur, reflektieren. In seinen Performances gibt der Künstler zunächst ein Szenario (ein Fahrrad, ein Haus, ein angedeutetes Skateboard u. ä.) vor, welches er meistens mit Kohlestift an einer Wand oder auf dem Boden vorskizziert; diese zweidimensionale Vorlage erweitert Rhode im Rahmen einer manchmal humorvollen, manchmal ernsthaften Geschichte durch Hinzufügen von Requisiten um die Komponente Raum. Rhodes fiktive Interaktionen mit seinen Zeichnungen werden dabei auf Videos dokumentiert, die wiederum in Installationen Verwendung finden.
Im November 2009 realisierte Rhode gemeinsam mit dem norwegischen Pianisten Leif Ove Andsnes das Multimediaprojekt Pictures Reframed, einer Neuinterpretation von Modest Mussorgskis Bilder einer Ausstellung. Im November 2015 wurde seine Gestaltung von Arnold Schönbergs Oper Erwartung auf dem Times Square in New York in zwei Aufführungen gezeigt – die erste Operndarbietung auf diesem Platz.

## Ausstellungen
Einzelausstellungen und Performances
- 2016: The Moon is Asleep, (Performance und Einzelausstellung) SCAD Museum of Art,[5] Savannah, Georgia, USA
- 2015: Arnold Schönbergs Erwartung – A Performance by Robin Rhode, Times Square, (Opernaufführung) New York, USA
- 2015: Robin Rhode: Robin Rhode (Einzelausstellung), North Carolina Museum of Art, USA
- 2015: Drawing Waves (Einzelausstellung), Drawing Center,[6] New York, USA
- 2015: The Sudden Walk (Einzelausstellung und Performance), Kulturhuset Stadsteatern, Stockholm, Sweden
- 2014: Animating the Everyday (Einzelausstellung), Neuberger Museum of Art, Purchase College, State University of New York, USA
- 2014: Tension,[7] Tucci Russo Studio Per L’Arte Contemporanea,[8] Turin, Italien
- 2014: Robin Rhode: Animating the Everyday, Neuberger Museum of Art, Purchase College, State University of New York, Purchase, USA
- 2014: Robin Rhode: RHODE WORKS, Kunstmuseum Luzern, Luzern, Schweiz
- 2013: The Call of Walls, National Gallery of Victoria, Melbourne, Australian
- 2013: Paries Pictus, Stevenson Gallery, Kapstadt, Südafrika
- 2013: Take Your Mind Off The Street/Paries Pictus, Lehmann Maupin, New York, NY, USA
- 2012: Imaginary Exhibition, L&M Arts Los Angeles, CA, USA
- 2011: Probables (Performance), Fons Welters, Amsterdam
- 2011: Let in the Outside, Tucci Russo Studio Per L’Arte Contemporanea, Turin, Italien
- 2011: Variants, White Cube, London, UK
- 2010: Robin Rhode (Performance), Los Angeles County Museum of Art, Los Angeles, CA, USA
- 2009: Robin Rhode: Catch Air, The Wexner Center for the Arts, Columbus, OH, USA
- 2009: Robin Rhode, Perry Rubenstein Gallery, New York, NY
- 2008: Who Saw Who, Southbank Centre, London, UK
- 2008: Through the Gate, White Cube, London, UK
- 2008: Promenade, Tucci Russo Studio Per L’Arte Contemporanea, Turin, Italien
- 2007: Walk Off, Haus der Kunst, München
- 2007: Robin Rhode, Perry Rubenstein Gallery, New York, NY, US
- 2006: Robin Rhode, Shiseido Gallery, Tokio, Japan
- 2006: The Storyteller, FRAC Champagne-Ardenne, France; carlier | gebauer, Berlin
- 2005: Street Smart, Rubell Family Collection, Miami, FL, USA
- 2004: Robin Rhode (Performance), Perry Rubenstein Gallery, New York, NY, USA
- 2004: The Score (Performance), Artists Space, New York, NY, USA
- 2004: The Animators, The Rose Art Museum, Brandeis University, Waltham, MA, USA
- 2000: Fresh (Performance), South African National Gallery, Kapstadt, Südafrika
- 2000: Living in Public (Performance), Market Theatre Galleries, Johannesburg, Südafrika

Gruppenausstellungen
- 2014: Under the Skin, Lehmann Maupin, Hong Kong
- 2014: B r o k e n, Slapstick, Comedy und schwarzer Homor. Sammlung Goetz im Haus der Kunst, München
- 2014: Contemporary South African Art, Yale University Art Gallery, New Haven, Connecticut, USA
- 2014: Fútbol: The Beautiful Game, Los Angeles County Museum of Art, LA, USA
- 2014: Bilder in der Zeit – Sammlung Goetz im Haus der Kunst, Haus der Kunst München, 25. Januar – 15. Juni 2014; gezeigtes Video: o.T., Spaten für Spaten (2005)
- 2013: Wall Works, Hamburger Bahnhof Museum für Gegenwart – Berlin, Germany
- 2013: 10 Under 40, Istanbul ’74, Türkei
- 2013: My Brain is in my Inkstand: Drawing as Thinking and Process, Cranbrook Museum of Art, Bloomsfield Hills, MI, USA
- 2013: El Teatro del Arte, La Caixa Collection of Contemporary Art Barcelona, Barcelona, Spanien
- 2013: Nuit Blanche 2013, Paris, Frankreich
- 2013: Moscow Biennale, Moscow, Russland
- 2013: The Cinematic Impulse, Nasher Museum at Duke University, Raleigh, NC, USA
- 2013: my joburg, La maison rouge, Paris, Frankreich
- 2013: LE PONT, [mac], musées d’art contemporain, Marseille, Frankreich
- 2013: Writings without Borders, Lehmann Maupin Gallery, Hong Kong, China
- 2012: Paris Photo, Paris, Frankreich
- 2012: Fiction as Fiction (or a ninth Johannesburg Biennale), Stevenson Gallery, Kapstadt, Südafrika
- 2012: Chance: Marina Abramovic, David Hammons, Robin Rhode, The George Economou Collection, Athen, Griechenland
- 2012: The Imaginary, the Symbolic and the Real Contemporary Video Art, Mana Contemporary, Jersey City, NJ, USA
- 2012: Art thou gone, beloved ghost?, 4th Narracje Festival, Gdańsk, Polen
- 2012: Chambres a part VI: Poetic trajectories/Political trajectories, La Reserve, Paris, Frankreich
- 2012: Beyond the Wall, Castello di Rivoli, Rivoli, Turin, Italian
- 2012: Fruits of Passion, Centre Pompidou, Paris, Frankreich
- 2012: A Window on the World. From Dürer to Mondrian and beyond, Museo, Cantonale d’Arte and Museo d’Arte, Lugano, Schweiz
- 2012: Beyond Beauty, Twig Gallery, Brüssel, Belgien
- 2012: all our relations, 18TH Biennale of Sydney, Australien
- 2012: Lightness?, Maison Particulière, Brüssel, Belgien
- 2008: Prospect.1 New Orleans, The New Orleans Biennial, New Orleans, USA
- 2007: Animated Painting, San Diego Museum of Art, San Diego, USA
- 2006: 7ème Biennale de l´Art Africain contemporain, Dakar
- 2006: Biennale Cuvée, Offenes Kulturhaus Oberösterreich, Linz, Österreich
- 2005: Rundlederwelten, Martin-Gropius-Bau, Berlin
- 2005: 51th La Biennale di Venezia, The Experience of Art, Venedig
- 2005: New Photography ’05, Museum of Modern Art|MoMA, New York